# Hydrophorus phalarus
Hydrophorus phalarus är en tvåvingeart som beskrevs av Hurley 1985. Hydrophorus phalarus ingår i släktet Hydrophorus och familjen styltflugor. Inga underarter finns listade i Catalogue of Life.